# Eupithecia albigutta
Euphitecia albigutta es una especie de polilla de la familia Geometridae. La especie fue descrita por primera vez por Louis Beethoven Prout habiendo sido descrita en 1958, con distribución en las Himalayas y la República de China. El holotipo de la especie fue descrita en India, especialmente descrita en los alrededores de Shimla a aproximadamente 7000 pies (2133,6 m) de altitud, aunque puede variar de 1600 metros (5249,3 pies) a 3800 metros (12 467,2 pies) en la Himalayas.

## Descripción
E. albigutta es una polilla mediana con una envergadura de 23 milímetros (0,9 plg).: 393  El palpo es marrón amarillento y dos veces más largo que el diámetro del ojo. La frente y la cabeza son blanquecinos. El tórax un poco más oscuro, de color beige claro, las tégulas se ven con puntas blancas. El abdomen también es beige claro pero irritado con marrón y negro en su extensión.
El ala anterior se ve salpicada de color marrón canela con un tinte amarillento en la región proximal de la fascia posmedial y una gran mancha blanca situada en la base del ala, posterior a la vena subcostal. La fascia posmedial es doble, débilmente marcada entre la costa y la vena R1 y sólo en el margen interno. Cuenta con una fascia puntiforme subterminal, blanca con bordes distales negros, marcada claramente sólo entre las venas Rs y Mx y en el pliegue submediano.: Notas 1  El ala trasera es marrón canela, sus venas de color beige claro en la mitad distal del ala. Bastante similar en apariencia general a E. dolia de las Islas Filipinas, pero más pequeña y con un ala trasera más oscura.: 393 